# Gaelic League
Gaelic League eller Conradh na Gaeilge är en förening för bevarande och återupplivande av gaeliskt språk och nationell kultur på Irland, stiftad 1893 av Douglas Hyde.
Gaelic League blev snabbt populär och fick lokalavdelningar över hela Irland, gav ut skriftserier på modern gaeliska, väckte intresse dels för språket, dels för irisk musik, sång, dans, sport med mera genom offentliga litterära fester, så kallade oireachtas, efterbildade efter de walesiska eisteddfod, och därmed fick även den slumrande nationalkänslan nytt liv. I av Gaelic League inrättade läroanstalter utbildades lärare i språket, som hastigt vann insteg i de förut helt engelska skolorna. Genom Gaelic Leagues agitation blev gaeliskan obligatorisk vid det 1909 nygrundade nationella universitetet. Även om från början politiskt neutral, beredde Gaelic League marken för irländsk nationell politik, sådan denna representerats av Sinn Féin och har sålunda varit av grundläggande betydelse för det nya Irland.